# 阿道夫·冯·亨泽尔特
阿道夫·冯·亨泽尔特（德語：Adolf von Henselt；1814年5月12日—1889年10月10日），德国钢琴家，作曲家。幼年从胡梅尔学习，并很快成为一名出色的音乐会演奏家。1838年移居圣彼得堡，担任宫廷演奏家并经常到欧洲各地演出。亨泽尔特的创作寿命不长，30岁以后就停止了作曲，其原因至今未明。他的作品需要高超的演奏技巧，常使用四行谱表记谱，音乐效果辉煌。他的演奏和创作对俄罗斯钢琴学派的形成与发展颇有影响。

## 外部連結
- 阿道夫·冯·亨泽尔特的免费乐谱，由国际乐谱典藏计划提供